# Федотов, Фёдор Каллистратович
Фёдор Каллистратович Федотов (Москва; 1897 — август 1933; Алтай) — русский революционер, писатель.

## Биография
Фёдор Федотов был профессиональным революционером. Эмигрировав из России, работал матросом, потом поселился в США, где организовывал забастовки.
Жена — Роза Лазаревна Маркус, родилась в бедной еврейской семье и с 12 лет работала в мастерской дамских шляп. В 1911 году она уехала в Париж и стала там манекенщицей. Потом переехала в США, где в рабочем клубе познакомилась с Фёдором Федотовым. В 1920 году молодожены вернулись в Москву, где с 1925 года Фёдор Федотов работал членом редколлегии журнала «Новый мир».
В 1923 году у Федотовых родился сын — Лев.
До 1932 года семья Федотовых жила в гостинице «Националь», потом — в знаменитом «Доме на набережной» (ул. Серафимовича, 2) в квартире № 262. Лев учился в средней школе № 19 им. Белинского на Софийской набережной.
В августе 1933 года Фёдор Федотов утонул в неглубокой речке на Алтае при странных обстоятельствах (по заключению врачей, из-за эпилептического припадка). Федотов был направлен на Алтай как инструктор Наркомзема по Средней Азии.

## Семья
- Сын — Лев Фёдорович Федотов (1923—1943).
- Жена — Роза Лазаревна Маркус (Федотова) (1894? — 1987).